# Concerto pour piano no 18 de Mozart
Le Concerto pour piano no 18 en si bémol majeur K. 456, de Wolfgang Amadeus Mozart a été achevé le 30 septembre 1784 et joué par Mozart lui-même devant l'empereur Joseph II. Selon ce que rapporte Leopold Mozart à Nannerl, l'empereur se serait levé et aurait secoué son chapeau en disant : « Bravo Mozart ».

## Instrumentation
| Instrumentation du Concerto pour piano no 18                         |
| Cordes                                                               |
| premiers violons, seconds violons, altos, violoncelles, contrebasses |
| Bois                                                                 |
| 1 flûte, 2 bassons, 2 hautbois                                       |
| Cuivres                                                              |
| 2 cors en si bémol (en sol dans l'Andante)                           |
| Clavier                                                              |
| Piano                                                                |

## Structure
Le concerto, de forme classique, comprend 3 mouvements :
1. Allegro vivace, en si bémol majeur, à , cadence à la mesure 348, 364 mesures
2. Andante un poco sostenuto, en sol mineur, à 
, sections répétées 2 fois : mesures 1 à 8, mesures 9 à 20, mesures 21 à 29, mesures 30 à 41 ➜ en sol majeur à partir de la mesure 126 ➜ en sol mineur à partir de la mesure 160, 209 mesures
3. Allegro vivace, en si bémol majeur, à 
 ➜ à 
 à la mesure 179 ➜ à 
 à la mesure 187, cadence à la mesure 291, 324 mesures

Durée : environ 30 minutes